# 貝爾格萊德 (密蘇里州)
貝爾格萊德（英語：Belgrade）是位於美國密蘇里州華盛頓縣的非建制地區。

## 歷史
貝爾格萊德的郵局自1867年營運至今。

## 地理
貝爾格萊德所處的海拔為高於海平面270米（即886英呎），而該地所採用的時區為UTC-6，即北美中部時區（CST）。同時該地設有夏令時間，為UTC-6調快一小時，即UTC-5（CDT）。